# Turó de Solers
El Turó de Solers és una muntanya de 672 metres que es troba entre els municipis de Bassella, a la comarca de l'Alt Urgell i de Tiurana, a la comarca catalana de la Noguera. Al cim podem trobar-hi un vèrtex geodèsic (referència 267098001).